# Cortodera omophloides
Cortodera omophloides är en skalbaggsart som beskrevs av Holzschuh 1975. Cortodera omophloides ingår i släktet Cortodera och familjen långhorningar. Inga underarter finns listade i Catalogue of Life.